# Badania etnograficzne
Badania etnograficzne, także badania terenowe oraz metody terenowe (nazwa stosowana tylko dla badań przeprowadzanych w środowisku naturalnym lub rutynowym, „na miejscu”) – badania służące pozyskiwaniu danych etnograficznych, polegające na obserwacji i opisie zachowań danego społeczeństwa bądź grupy w jej środowisku naturalnym, rutynowym (praca, dom, szkoła itp.), sposobu życia i kultury, oraz analizie życia społecznego dążącej do detalicznego i szczegółowego opisu ich rzeczywistości społecznej. W badaniach etnograficznych mniejsze znaczenie ma wyjaśnianie i interpretacja. Badania powinny odbywać się przez ciągły czas (możliwie jak najdłuższy), aby „zatopić się” w życie codzienne.

## Metody badań etnograficznych
Metodyka to zestaw praktycznych metod. Łączy się z wyborami przypadków, metod gromadzenia danych, form analizy danych, których dokonujemy na etapie planowania i realizacji przedsięwzięcia badawczego. Z kolei etnometodologia to podejście do badań społecznych, które skupia się na sposobie wytwarzania, podtrzymywania i zmiany poczucia rzeczywistości przez daną grupę społeczną niż konkretną treścią tego poczucia.

## Historia
Początki badań etnograficznych wywodzą się z czasów wielkich filozofów, jednak jej największy rozkwit przypada na koniec wieku XIX. Przełomowym momentem etnografii było zapoczątkowanie przez Wincentego Pola badań terenowych, w których dużą wagę przywiązywał do zróżnicowania regionalnego i wyznaczania granic grup etnograficznych. Antropologowie badający małe, często odizolowane od innych, grupy społeczne zauważyli, że wcześniejsze badania nie miały większego sensu, jeśli odbywały się bez kontaktu z grupą badaną. Jednymi z pierwszych krajów, prowadzących nowoczesne badania terenowe była Wielka Brytania. Badacze „szkoły brytyjskiej” reprezentowanej np. przez Bronisława Malinowskiego (badania na wyspach Trobrianda na Pacyfiku) czy Alfreda Radcliffe-Browna skupiali się w badaniach na terenach kolonii brytyjskich w Afryce i terenach Oceanii. Szczególnym zainteresowaniem cieszyły się tereny, które wydawały się wtedy odizolowane całkowicie.
Natomiast w amerykańskiej szkole antropologii kulturowej skupiano się głównie na badaniach ludów z północnych terenów Ameryki. Proces ten zapoczątkowali latach 30. i 40. XX w. amerykańscy badacze z Wydziału Socjologii Uniwersytetu Chicago, stąd często stosowane wobec nich określenie „szkoła chicagowska”. Przedstawiciele tej szkoły przeprowadzili liczne obserwacje północnoamerykańskich społeczności lokalnych, stowarzyszeń i wspólnot sąsiedzkich. Najważniejszym ówczesnym badaczem antropologii amerykańskiej był Franz Boas – zwolennik relatywizmu, twórca historyzmu boasowskiego; to dzięki niemu możemy mówić o kolejnych bardzo dobrych badaczach antropologii kulturowej w USA np. Ruth Benedict czy Edward Sapir.
Z początkami badań w wieku XIX i XX wiążą się początki badań terenowych, a co za tym idzie, podział na obserwację uczestniczącą i nieuczestniczącą, oraz wielomiejscową. Etnografia ma na celu badanie często konkretnego problemu. Ważne jest, aby nie zakładać z góry możliwych wyników.
Wraz z rewolucją technologiczną i pojawieniem się takich narzędzi jak dyktafon, kamera i aparat, sami badacze przestali się ograniczać jedynie do prowadzenia tekstualnych dzienników badawczych. Współcześnie coraz łatwiejszy i szybszy dostęp do najodleglejszych zakątków świata powoduje, że badania są bardziej przystępne. W dzisiejszych czasach również w mniejszym stopniu konkretne kraje są przypisane konkretnym narodowościom. Dzięki wszechobecnemu procesowi globalizacji mamy do czynienia z licznymi migracjami, a rdzenni mieszkańcy niestety już nie są tak „wyraźni” jak kiedyś. Wraz z pojawieniem się Internetu w grę weszła obserwacja on-line. Pierwotnie badania etnograficzne były prowadzone w grupach, gdzie warunki ich życia były naturalne. Z czasem przeradzało się to w badania wszystkich grup społecznych, które można zbadać.

## Tradycja badań etnograficznych
wywodzi się z antropologii. Różnorodność cech ludzkich interesowała badaczy od dawna. Jako początki antropologii można uznać teksty Herodota z V w. p.n.e., w których po raz pierwszy opisano różnice fizyczne w wyglądzie ludzi różniących się pochodzeniem. Natomiast samo słowo antropolog zostało po raz pierwszy użyte przez Arystotelesa, jako określenie ludzi zajmujących się człowiekiem. Przez lata antropologowie zajmowali się badaniem ewolucji ludzkiego ciała. Podzielono gatunek ludzki na pięć ras: kaukaską, mongolską, etiopską, amerykańską i malajską w roku 1775. Zaczęto tworzyć towarzystwa antropologiczne oraz katedry. Jako pierwszego Polaka zajmującego się antropologią uznaje się Jana z Głogowa, profesora na Uniwersytecie Jagiellońskim w XV w. Z czasem zaczęto prowadzić badania terenowe próbując badań poszczególne kultury na całym świecie. Stąd możemy mówić o powiązaniu antropologii z etnografią, czyli współpracy przy opisywaniu ludności. W 1881 r. wydano pierwszy podręcznik antropologiczny – służący jako źródło nauki dla wielu ludzi.

## Badania etnograficzne Bronisława Malinowskiego
Polski uczony Bronisław Malinowski, zaliczany do najważniejszych antropologów I poł. XX w., wysoko cenił badania terenowe. Jego prace, takie jak: Życie seksualne dzikich w północno-zachodniej Melanezji i  Argonauci zachodniego Pacyfiku, są owocem dwóch ponadrocznych pobytów na wyspach Trobriandzkich na Pacyfiku i prowadzonych tam przez niego badań zamieszkujących je społeczności. Do dziś są one uważane za wzorcowe przykłady badań terenowych, a jego dzienniki wydane w 1967 r. – źródłem informacji o warsztacie badawczym.

## Etnografia stosowana
Polega na wykorzystywaniu metod i wyników badań etnograficznych w badaniach innego rodzaju, np. badaniach konsumenckich, marketingowych, socjologicznych. Oprócz korzyści dla samej etnografii badania takie służą innym dziedzinom życia społeczno-ekonomicznego i bywa, że są zlecane przez organy i instytucje państwowe, samorządowe i organizacje społeczne.

## Badania jakościowe
Badanie takie odbywa się często w środowisku naturalnym w celu zaobserwowania jak największej ilości danych dobrej jakości. Ma na celu zabranie materiału nie wytworzonego sztucznie. Nie powinno się zakładać, że ta metoda jest nadrzędna, czasami badania ilościowe, w zależności od konkretnego badania są bardziej wiarygodne. Głównym celem jest uporządkowanie kategorii i tego, jak żyją ludzie oraz jak tworzą świat wokół siebie. Ważne jest badanie kontekstu zachowań, interakcji i tworzenie hipotez badawczych.

## Wywiad etnograficzny
Jest jedną z najbardziej znanych metod badawczych. Ma charakter konwersacyjny i polega na zbieraniu określonych wcześniej informacji. Ma on charakter otwarty i toczy się w formie rozmowy. Występuje często jako dopełnienie badań terenowych. Wyróżniamy kilka form wywiadu: otwarty, pogłębiony, częściowo ustrukturalizowany, genealogiczne, „historia mówiona”. Istnieje też kilka rodzajów. takich jak: wywiad focusowy (dyskusja według ustalonego kwestionariusza – kilku informatorów oraz moderatorów), ankiety, indywidualny.
Formułowanie pytań wymaga podejścia indywidualnego do grupy, bądź respondenta. Muszą być ułożone tak by były zrozumiałe do danego informatora. Język musi być przystępny bez pojęć naukowych – jeśli się pojawi należy umieścić tłumaczenie. Badania powinny być autorskie bez pytań sugerujących.

### Techniki badań jakościowych[10]
- Zogniskowany wywiad grupowy (focus) – dyskusja prowadzona przez przeszkolonego moderatora (lub kilku). Ma na celu uzyskanie odpowiedzi na wcześniej ułożone pytania oraz wywiązanie się dyskusji na dany temat. Odbywają się zazwyczaj w miejscu neutralnym dla wszystkich uczestników, zazwyczaj jest to kilka osób. Wyniki badania są efektem wypowiedzi i oddziaływania na siebie wszystkich informatorów (dynamika grupy). Transkrypcja z badania jest wnikliwie analizowana, a następnie powstaje raport końcowy wraz z rekomendacjami. Stosowane często jako uzupełnienie badań ilościowych. Uczestnicy dyskusji mogą wpływać na pozostałych, bądź zostać zdominowani przez jednego respondenta. Taki wywiad trwa od godziny zazwyczaj do dwóch – w międzyczasie następuje przerwa.
- Indywidualne wywiady pogłębione – wywiad z jednym respondentem na wcześniej ustalony temat w celu uzyskania odpowiedzi na dane zagadnienia. Przeprowadzane w domu informatora lub miejscu publicznym. Zostaje on nagrywany lub w niektórych przypadkach zapisywany, a później transkrybowany.
- Diada – wywiad prowadzony jednocześnie z dwoma respondentami.
- Triada – wywiad prowadzony z trójką uczestników, jest to połączenie diady i zogniskowanego wywiadu grupowego.
- Diada heterogeniczna – ma na celu konfrontację przeciwnych poglądów czy opinii dwóch respondentów.

Kilkudniowe badania etnograficzne – zadaniem badacza jest spędzenia jak największej ilości czasu z respondentami. Główne założenia tego typu metodologii to całkowity brak oddziaływania badacza, który ma za zadanie „wtopić się” w życie codzienne respondentów i uczestniczyć w czynnościach wykonywanych przez domowników (obserwacja uczestnicząca). W efekcie dochodzi do zminimalizowania bariery badacz – rozmówca, a otrzymane informacje stanowią unikalny i bogaty materiał badawczy.

## Badania ilościowe
Skoncentrowane są na liczbie przeprowadzanych badań. Odbywają się przy mniejszym nakładzie czasu. Służy do analiz porównawczych i statystycznych. Jeśli chodzi o etnografię, to najpopularniejszą formą są ankiety, obecnie coraz częściej przeprowadzane wirtualnie, np. na portalach internetowych.
„Terminy jakościowe i ilościowe mają znaczenie wyłącznie symboliczne, ponieważ w badaniach jakościowych stosuje się także pewne obliczenia, a w ilościowych dokonuje jakościowej analizy danych…”

## Autoetnografia
Nieustanne kontrolowanie swoich poczynań w celu kontrolowania tego, co robi sam; ma bez przerwy reflektować nad tym, co robi.

## Tok postępowania badawczego (proces badawczy)[13]
Seria powiązanych ze sobą czynności, by współtworzyły badanie w całości.
1. Uświadomienie sobie motywacji (dla pieniędzy, dla nauki, dla kariery), które skłoniły badacza do podjęcia działań.
2. Ustalenie i opisanie problemu badawczego, który badamy oraz jego specyfiki, czy ktoś już zajmował się tą kwestią.
3. Tworzenie dla siebie pytań roboczych by opracować temat.
4. Tworzenie hipotezy badawczej, nie jest nigdy z góry prawdziwa albo fałszywa. Rozstrzyga się to w badaniach. Musi być opracowalna empirycznie.
5. Określenie próby badawcze, czyli dobór osób do badania.
6. Określenie narzędzi i techniki badawczej, zazwyczaj dostosowywane indywidualnie do rodzaju badań oraz preferencji badacza.
7. Uporządkowanie i archiwizowanie materiału empirycznego.
8. Klasyfikacja i kodowanie materiału empirycznego (analizy, nadawanie symboli, tworzenie klasyfikacji – odpowiedzi muszą mieścić się w jakichś kategoriach)
9. Realizacja badania empirycznego (czas, środki finansowe, sens badań)

## Obserwacja
Narzędzie badań etnograficznych, dzięki któremu badacz analizuje to co widzi i odczuwa będąc w grupie. Jest ona najbardziej obiektywnym narzędziem badawczym, jednak każdy badacz w pewnym stopniu postrzega coś przez pryzmat własnych doświadczeń i kultury. Badacz wkraczając w teren musi odsunąć na bok wszystkie uprzedzenia.
- uczestnicząca – wejście w grupę i obserwowanie jej od wewnątrz; po wejściu w grupę badacz może wykorzystywać różne techniki badawcze w celu uzyskania informacji o niej (grupie). Badacz jest wtedy uczestnikiem społeczności.
  - pełna – obserwowani nie wiedzą, że są o obserwowani. Obserwator uczestniczy w życiu grupy.
  - częściowa – badacz się nie ukrywa.
- nieuczestnicząca (ekstraspekcja) – obserwowanie grupy z zewnątrz, badacz nie ma udziału w życiu grupy
  - jawna – obserwowani wiedzą o obserwacji, ale badacz nie wchodzi w grupę, nie muszą być poinformowane o przedmiocie i celu badania
  - ukryta – obserwowani nie wiedzą, że są obserwowani przez badacza. Dzięki temu ich zachowanie jest naturalne. Budzi to jednak kontrowersje natury etycznej. Dlatego też badacze często prowadzą obserwację niejawną wśród osób które go znają. Wtedy może to budzić mniejsze kontrowersje.

W obserwacjach ważne jest sporządzanie notatek i odpowiednie opisywanie ich. Im bardziej szczegółowe zapisy tym łatwiej jest wysuwać wnioski. Chronologia oraz dosłowność, a także obiektywność to najważniejsze cechy sporządzania notatek.

## Etyka badawcza
Dział filozofii zajmujący się badaniem moralności i tworzeniem systemów myślowych. Moralność to z formalnego punktu widzenia zbiór dyrektyw, natomiast poglądy etyczne przybierają zwykle formę teorii, z których zasady moralne mogą być wyprowadzone. Ogół zasad etycznych, obowiązujących wszystkich badaczy podczas prowadzenia badań. Aspekt etyczny musi być stałym aspektem auto refleksyjności badacza, musi zmieniać podejście w zależności od badanej grupy. Nie oznacza to, że badacz może wykorzystywać wszystko co powie mu badany – musi mieć jego zgodę. Niektórzy etnolodzy po przeprowadzeniu badań utrzymują kontakt z grupą i często są ich przedstawicielami na forum. Podczas badań powinna pojawić się konieczność zapewnienia anonimowości a dane powinny być kodowane, by były nikomu nieznane – ustawa o ochronie danych osobowych. W Polsce nie ma oficjalnego kodeksu badacza a wiele badań może budzić kontrowersje gdy odbywają się bez zgody badanych. W USA problem etyki został rozwiązany poprzez stworzenie dwóch osobnych kodeksów etycznych. Jednak w wielu krajach ta kwestia pozostaje wciąż otwarta. Badacze muszą liczyć się z prywatnością oraz prawem powszechnym. Tematyka etyki w badaniach etnograficznych uwydatniła się szczególnie podczas prowadzenia serii badań, które miały wpływ na zdrowie uczestników – udział był dobrowolny. Ochrona takich osób to nie tylko ochrona zdrowotna, ale też zachowanie anonimowości badanych. W tym przypadku stosowane są kody – znane badaczom a badanym można pokazać notatki czy nagrania. Powstają liczne komisje etyczne rozstrzygające wszechobecne spory. Kolejnym aspektem, bardzo ważnym są tzw. Wrażliwe grupy badawcze (dzieci, osoby niepełnosprawne, pokrzywdzeni itp.) przy tych badaniach trzeba zachować szczególną ostrożność. Etyka ma zazwyczaj w tym przypadku tylko wymogi ogólne – badacz musi pamiętać, że niektóre wypowiedzi mogą zaszkodzić informatorowi, jeśli wyniki ukażą się publicznie (np. nielegalna praca). Badacze powinien informować o zamiarach badań i ewentualnych skutkach. Mimo chęci stworzenia ogólnego kodeksu, wielu antropologów uważa, że i bez tego badaczom powinna towarzyszyć wrażliwość na innych ludzi.

## Nowoczesna etnografia
Etnografia coraz bardziej podlega technologii. Programy do „tworzenia etnografii” – transkrybowania, porównywania, kodowania. Wszystko to obecnie usprawnia działanie etnografów, co prowadzi też do prowadzenia badań on-line, zwłaszcza ankiet. Jest to ogromnym plusem jeśli chodzi o badania ilościowe. Jednak jakość takich badań nie zawsze jest taka jak powinna. W Internecie każdy jest tak anonimowy, że często badania nie mają oczekiwanych rezultatów. Dzięki dostępowi do Internetu większa liczba ludzi ma dostęp do wyników badań co bezwzględnie jest ogromnym plusem. Etnografia stała się dziedziną nauki bardziej rozpoznawalną.

## Źródła badań etnograficznych
Informacje uzyskiwane w celu przeprowadzenia badań
- Ludzka wiedza – relacje ludzi, ich doświadczenia, historie rodziny, biografie
- Zachowania zwyczajowe – rytuały, powitania, obrzędy tradycyjne oraz religijne
- Rezultaty zachowań ludzi (materialne)
- Źródła naukowe: zasób wiedzy o danej dziedzinie
  - wywołane – w terenie, prowadzenie obserwacji oraz wnioski
  - zastane – niezależne od woli badacza, coś stałego na co nie ma wpływu

## Badania etnograficzne w praktyce
- Etnografia wizualna – metoda m.in. zawierająca w sobie fotografię i wideo. Zapisane materiały zyskały popularność pod koniec XX wieku, choć były wykorzystywane wcześniej. Same w sobie materiały nie są dokumentem etnograficznym, zgodnie z tym etnograficzność fotografii determinuje dyskurs i treść[14]. Sam w sobie materiał jest tylko zwykłym zdjęciem czy filmem, dopiero spojrzenie przez pryzmat etnograficzny sprawia, że można dostrzec w nim coś potrzebnego w badaniach. Bardzo ważną cechą jest obiektywność takich badań. Materiały takie mogą też być wykorzystywane jako materiały dodatkowe w wywiadach.
- Etnografia organizacji – jest to metodologia, która służy badaniu tworzonych przez ludzi działań, zwanych organizacyjnymi, widzianych jako kultury. Kultura jest w tym przypadku metaforą rdzenną, czyli podstawowym sposobem opisu obiektu badań, co określane jest jako założenia epistemologiczne[15]. Sposób definiowania organizacji, czyli przedmiotu badań jest zależny od paradygmatu, który został przyjęty przez badacza[16]. Zatem etnograf zajmujący się etnografią organizacji bada empirycznie dane zjawiska przy pomocy metod i technik, a następnie je interpretuje co później pozwala spisać wyniki badań.
- Netnografia – metoda badawcza na miarę współczesnego świata, badająca życie ludzi w świecie wirtualnym. Zdecydowanie pozytywnym aspektem takich badań jest ich powszechność i masowość. W Internecie występuje ogromna różnorodność kulturowa i religijna. Wiele społeczności jest tam otwartych na nowych członków grup, co ułatwia potencjalnemu badaczowi uzyskać potrzebne dane. Jednak w tym przypadku mamy do czynienia z częstymi dylematami etycznymi, takimi jak gdzie kończy się sfera publiczna Internetu a zaczyna prywatna.
- Etnografia w marketingu – już od wielu lat przedsiębiorstwa korzystają z dobytku naukowego etnografii. Głównie wykorzystywana w badaniach ilościowych, w tym przypadku badania rynku. Analizy danych i dokumentów to główne metody badawcze. Odbywają się one w terenie. Bardzo częstym celem badań jest badanie marki, produktu, reklamy, a także ich skuteczność. Coraz częściej sięga się po badania etnograficzne w celu sprawdzenia satysfakcji klientów w różnych dziedzinach.